# Daniel Sanabria
Daniel Sanabria (Asunción, Paraguai, 8 de febrer de 1977) és un exfutbolista paraguaià. Va disputar 7 partits amb la selecció del Paraguai, amb la qual disputà el Mundial de 2002.